# Bogdănești (gmina Mogoș)
Bogdănești – wieś w Rumunii, w okręgu Alba, w gminie Mogoș. W 2011 roku liczyła 10 mieszkańców.